# ファイサル1世 (イラク王)
ファイサル1世・ビン・アル＝フサイン・ビン・アリー・アル＝ハーシミー（アラビア語: فيصل الأول بن الحسين بن علي الهاشمي, ラテン文字転写: Fayṣal al-Awwal bin al-Ḥusayn bin ʿAlī al-Hāšimī、1883年5月20日 - 1933年9月8日）は、第一次世界大戦期に起こったオスマン帝国に対するアラブ反乱の指導者であり、初代シリア国王（在位：1920年3月11日 - 1920年7月25日）、初代イラク国王（在位：1921年8月23日 - 1933年9月8日）。ファイサル・イブン・フセイン（アラビア語: فيصل بن حسين）とも呼ばれる。

## 生涯

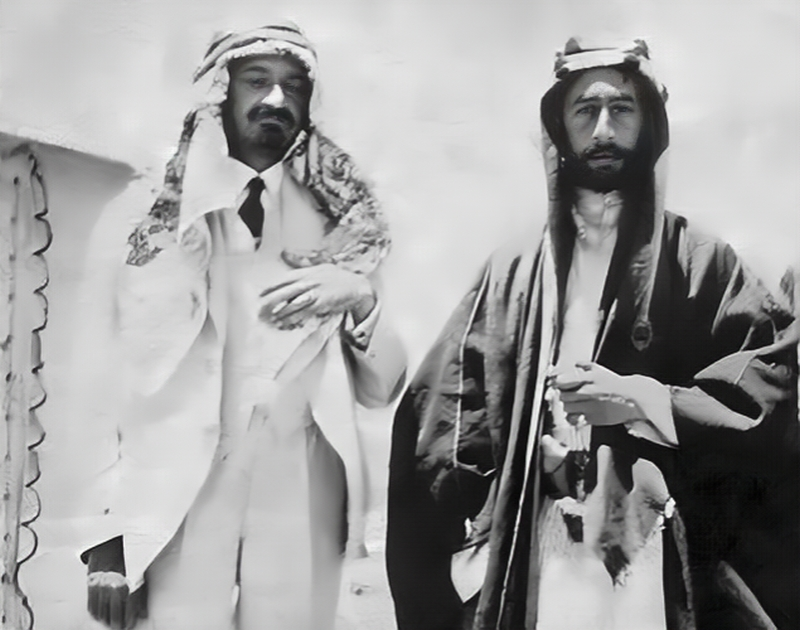
ハイム・ヴァイツマンとファイサル1世（右）

マッカのシャリーフで、後にヒジャーズ王国の国王になるフサイン・イブン・アリーの三男として、マッカ（現サウジアラビア領）で生まれた。兄弟には後のトランスヨルダン王国初代国王アブドゥッラー1世（次男）らがいる。イスタンブールで少年時代を過ごしたファイサルは、1913年にオスマン帝国議会におけるジェッダの代表となる。第一次世界大戦勃発後、当時アラビア半島を支配していたオスマン帝国と戦争状態に突入したイギリス軍はバスラに上陸した。アラブ人たちの間でも、イギリスに呼応してオスマン帝国の勢力をアラビア半島から一掃しようという機運が高まる。
1916年、ファイサルは軟禁されていたトルコを脱出して後、父とともにオスマン帝国に対する反乱を起こし、1918年にはダマスカスに入城している。ファイサルはパリ講和会議に出席、第一次大戦中に父とイギリスが締結していたフサイン＝マクマホン協定での約束通り、アラブ地域全体をハシミテ王国とすることを要求したが、サイクス・ピコ協定とのからみから受け容れられることはなかった。
1919年1月3日、ファイサルはシオニズム指導者ハイム・ヴァイツマンとファイサル・ヴァイツマン合意を締結した。ファイサルはバルフォア宣言を受け容れることになる。のちにサッスーン・エスケルを閣僚として重用したようにユダヤ人とは友好的な関係を築いた。
1920年3月8日にダマスカスのアラブ民族会議により、シリア・アラブ王国（大シリア、現在のレバノンとシリアにあたる地域）の国王に選出され、兄のアブドゥッラー1世もイラク王に選出された。しかし、フランスとのフランス・シリア戦争により、7月24日にシリア・アラブ王国は占領され、ファイサルはダマスカスを追放されることになった。その後ファイサルは、イギリス委任統治領パレスチナ、イタリア王国を経てイギリスに亡命し、イギリスの保護下に置かれることになる。アラブの反乱からこのシリア追放までの経験を通して、ファイサルは自分の限界と立場の弱さを思い知り、現実主義的な政治家になっていったという。また、アラブ反乱の経験と英国高官との密接な関係に基づき、イギリスとの良好な関係を享受していた。

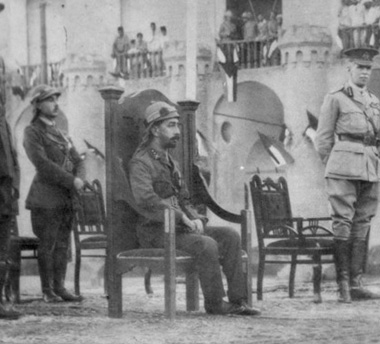
イラク国王戴冠式のファイサル1世（1921年）

1921年3月に始まったカイロ会議で、ガートルード・ベルらの主導するイギリス委任統治領メソポタミア創設と当時36歳のファイサルの国王即位が決定され、5月に彼はいくつかの留保とともにイラク王の立場を受け入れた。同年6月にイラクに上陸し、数週間のうちに「国民投票」で96%の支持を得て、8月23日に即位する。当時、ファイサルへの熱狂の欠如にかかわらず、他の代替案がなかったこともあり、組織的な反対は起こらなかったという。なお、ファイサルはムハンマドの初孫ハサンの子孫シャリーフにあたるが、イラク国内にはフサインの子孫であるフセイニー家のサイイドが多数存在する。
1922年にイギリス＝イラク条約に反対する勢力を支援したために初代イラク首相のアブドゥッラフマーン・ガイラーニーは辞任した。しかし8月にファイサルは虫垂炎を患い、翌1922年9月まで公務から離れた。ファイサルが闘病中の間に起こった、キッチナー・コックス（en）による条約反対派への弾圧により、イギリスの条約への強固な意志を思い知ったファイサルは、ガイラーニーを首相に復帰させて条約への支持を宣言した。1924年6月にイギリス＝イラク条約をイラク側が批准。
1930年6月30日の新イギリス＝イラク条約においてイギリスよりイラク独立を約束された。
1932年10月に、イラクは国際連盟の委任統治終了により独立してイラク王国が成立する。
ファイサルの人的魅力と鋭い感性は、イラクでの自らの権威確立に貢献したが、その鋭い感性はその晩年に彼の築こうとした国家の、不安定な基盤を形成する分裂した社会を熟慮した際、彼を絶望させたという。
1933年、その前年に国連の自治権承認に失敗したネストリウス派キリスト教徒のアッシリア人とイラク軍とのいざこざが起こった。アッシリア人が長期にイギリス軍と関係があったこともあり、このアッシリア人の自治運動がイギリスの仕業と信じ込まれた末、同年8月にバクル・シドキ率いるイラク軍とクルド人によるアッシリア人の虐殺（en:Simele massacre）が起こった。国内ではバクル・シドキとイラク軍を歓迎したが、この事件によりファイサルは体調を悪化させ、同年9月にスイスに療養に向かうが、同地に到着して1週間を経ずに崩御した。臨終はヌーリー・アッ＝サイードとルストム・ハイダルが立ち会ったという。

## 逸話
- アラブの反乱にファイサルの部下として参加したヌーリー・アッ＝サイードとジャアファル・アル＝アスカリー（英語版）は、初めオスマン軍に属していたが、イギリスの捕虜となって後、志願してアラブ反乱に参加した。ファイサルのイラク王即位以降、イラク閣僚を歴任する。ヌーリーはパリ講和会議の時、ファイサルに同行している。アスカリーはファイサルの信頼が厚く、ファイサルをイラク王に内定したカイロ会議にイラク代表の一人として参加した。彼らを初めとしたメソポタミア出身の旧オスマン軍士官がイラク王政の中核となる。
- ファイサルの参謀総長で、後に首相となるヤースィーン・アル＝ハーシミー（英語版）はファイサルを好んでなかったという。
- 秘密結社アル＝ファタート（英語版）のメンバーだったナシブとルストム・ハイダル、アウニ・アブドゥル＝ハーディル（英語版）、タフシン・カドリは1919年のパリ講和会議に出席したファイサルの随員として同行した。
- 「アラブの反乱」の宣言が決定したとき、ファイサルは友人でアラブ民族主義者にしてシリアの秘密結社アル＝ファタート（英語版）の一員であるナシーブ・アル＝バクリに「灰色の牝馬を送れ」との暗号電報を打った。ナシーブはただちにシリアにいたファイサルの家族を汽車でヒジャーズに送り、次にファイサルの部下50人とともにダマスカスを離れた。
- サイクス・ピコ協定がソビエト連邦により暴露されると、ファイサルはオスマン帝国と極秘に和平交渉を行ない、ドイツ帝国におけるバイエルン王国の地位と同等の地位を約束させた。もっとも、この交渉はサイクス・ピコ条約を知った配下のアラブ人をなだめるためのものであり、その後ダマスカスが陥落したので、この約束は無意味になったという[2]。
- シリアに野心を抱いていたフランスからは敵視されていたが、弟のザイド（英語版）の方がファイサル以上に敵視されていたという。またフランスのブノメジャノンのサウード家に関する伝記では次兄のアブドゥッラーについては敵愾心むきだしの記述をしているのに対して、ファイサルについてはあまり関心を持っていないような記述が見られる。

## 登場作品

### 映画
- 『アラビアのロレンス』（イギリス、1962年）演：アレック・ギネス

### テレビドラマ
- 『ロレンス1918』（イギリス、1990年）演：アレクサンダー・シディグ